# مانويل فيسينتيني
مانويل فيسينتيني (بالإسبانية: Manuel Vicentini)‏ (19 أبريل 1990 في الأرجنتين - ) هو لاعب كرة قدم أرجنتيني في مركز حراسة المرمى. لعب مع بوكا جونيورز وسارمينتو دي خونين.

## وصلات خارجية
- مانويل فيسينتيني على موقع قاعدة بيانات كرة القدم.إي يو (الإنجليزية)
- مانويل فيسينتيني على موقع Soccerway.com (الإنجليزية)